# ليونيل أوليمبيو
ليونيل أوليمبيو هو لاعب كرة قدم برازيلي في مركز الوسط، ولد في 7 يوليو 1982 في جاغواريايفا في البرازيل. لعب مع فيتوريا دي غيماريش ونادي باسوج دي فيريرا ونادي بوا إيسبورت ونادي جل فيسنتي ونادي سي آر بي ونادي شريف تيراسبول ونادي ملادا بوليسلاف.

## وصلات خارجية
- ليونيل أوليمبيو على موقع قاعدة بيانات كرة القدم.إي يو (الإنجليزية)
- ليونيل أوليمبيو على موقع Soccerway.com (الإنجليزية)
- ليونيل أوليمبيو على موقع عالم كرة القدم.نت (الإنجليزية)
- ليونيل أوليمبيو على موقع AS.com (الإسبانية)